# Kupka (Dorf)
Kupka (ukrainisch und russisch Купка; rumänisch Cupca) ist ein Dorf im Süden der ukrainischen Oblast Tscherniwzi mit etwa 2700 Einwohnern (2001).

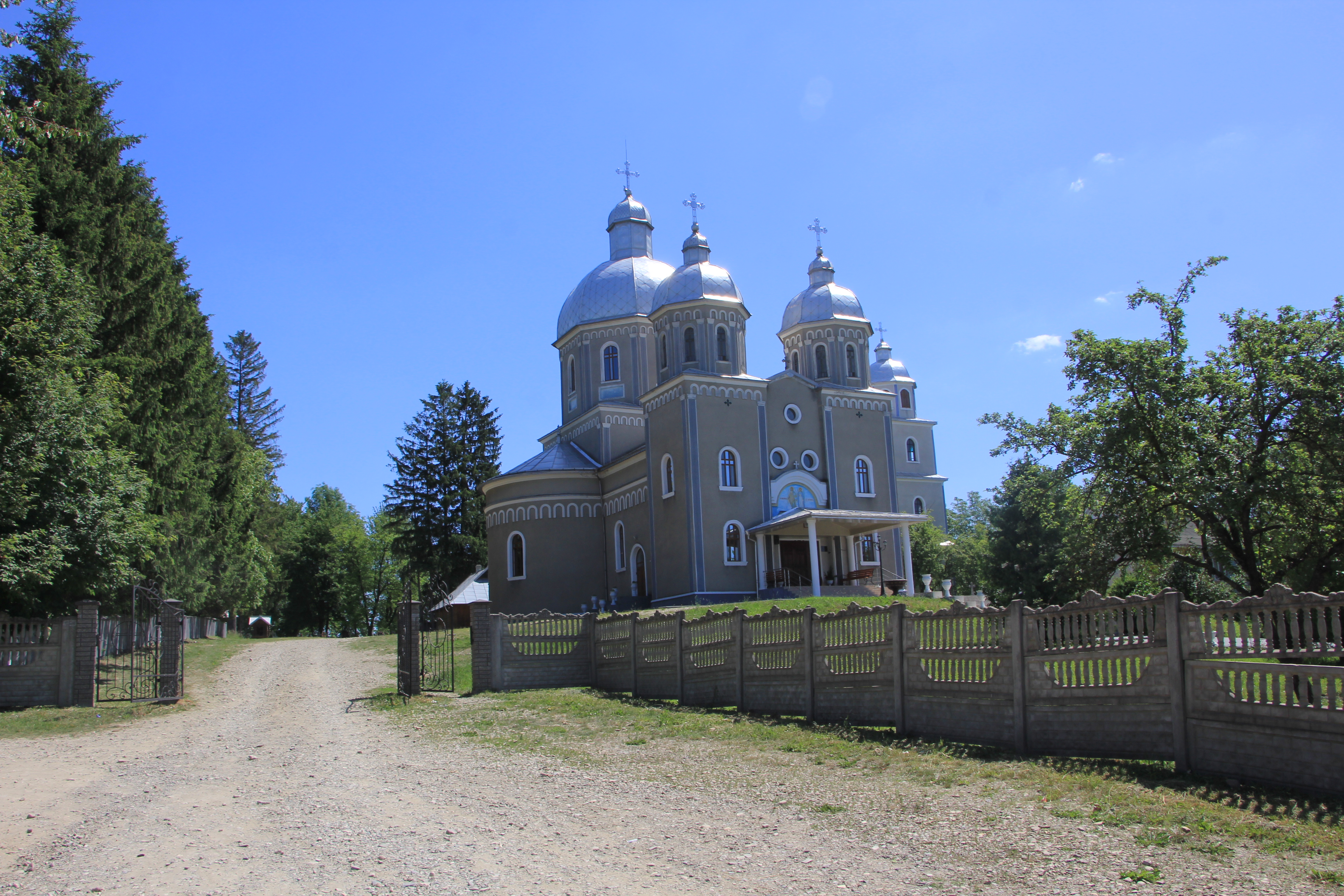
Neue Kirche in Kupka

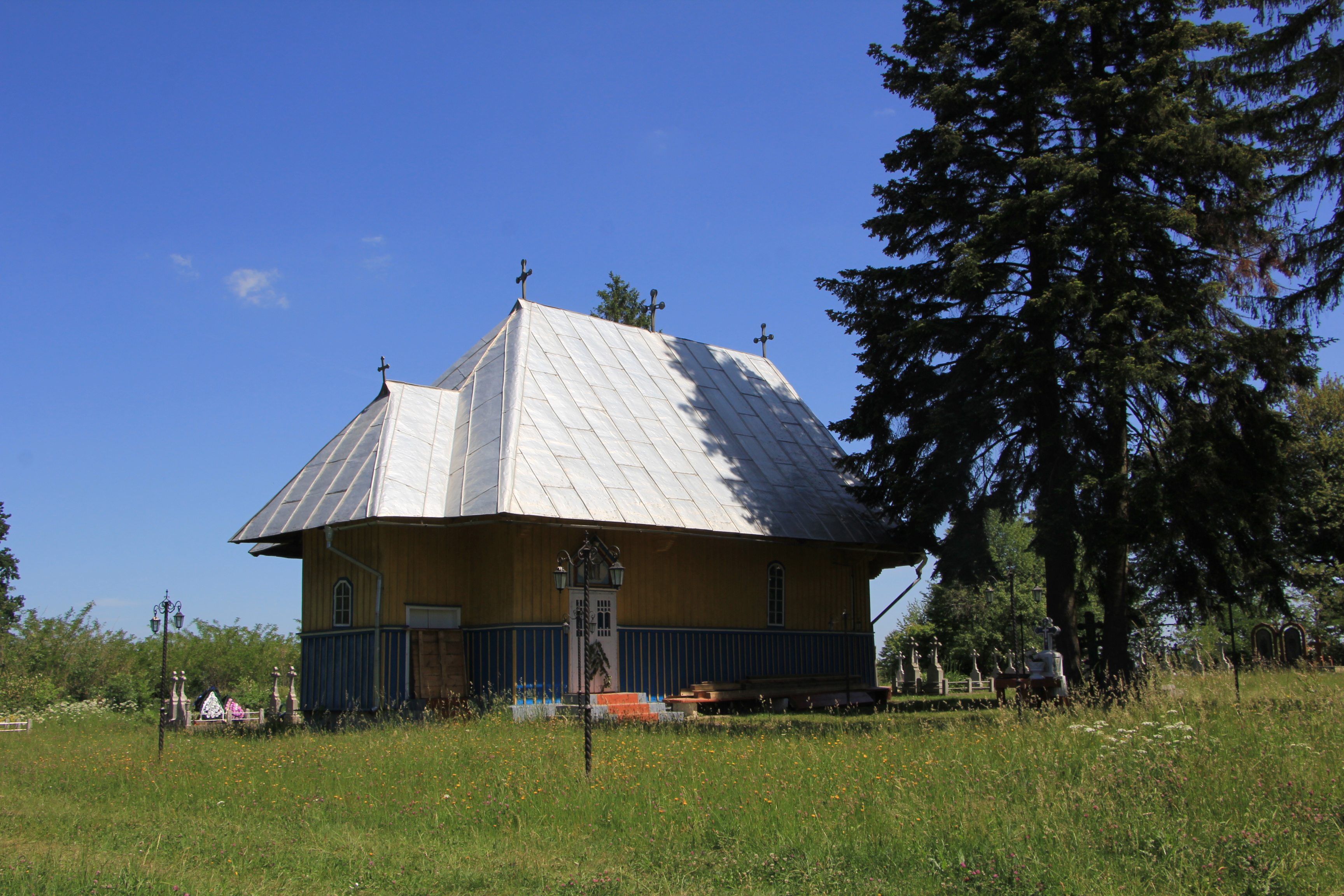
Holzkirche St. Arch. Michail von 1787

## Geografische Lage
Die Ortschaft liegt auf einer Höhe von 365 m größtenteils am rechten Ufer des Malyj Seret (Малий Серет), eines 58 km langen, rechten Nebenflusses des Sereth, 6 km westlich vom Gemeindezentrum Sutscheweny und etwa 35 km südlich vom Rajon- und Oblastzentrum Czernowitz.
Auf dem linken Ufer des Malyj Seret verläuft die Territorialstraße T–26–24 durch das Dorf.
Am 19. Juli 2019 wurde das Dorf ein Teil neu gegründeten Landgemeinde Sutscheweny im Rajon Hlyboka, bis dahin bildete es die Landratsgemeinde Kupka (Купська сільська рада/Kupska silska rada) im Westen des Rajons.
Seit dem 17. Juli 2020 ist der Ort ein Teil des Rajons Tscherniwzi.

## Geschichte
Das erstmals 1429 schriftlich erwähnte Dorf gehörte zunächst zur historischen Region Bukowina im Fürstentum Moldau. Nach dem Frieden von Küçük Kaynarca in Folge des 5. Russisch-Türkischen Kriegs kam die Bukowina samt Kupka an die Habsburgermonarchie und wurde später, innerhalb des Bezirks Storozynetz, Bestandteil des österreichischen Kronlandes Herzogtum Bukowina. Nach dem Ersten Weltkrieg wurde die Bukowina am 28. November 1918 vom Königreich Rumänien annektiert und Kupka Teil des rumänischen Kreises Storojineț. Zu Beginn des Zweiten Weltkriegs wurde die Nordbukowina, in Folge des Deutsch-sowjetischen Nichtangriffspakts, am 28. Juli 1940 von der Sowjetunion besetzt. 1941 eroberten rumänische Truppen, die auf deutscher Seite gegen die Sowjetunion kämpften, das Gebiet zurück, bis es 1944 erneut von der Roten Armee besetzt wurde und bis zum Zerfall der Sowjetunion 1991 an die Ukrainische SSR kam. Seitdem ist das Dorf Bestandteil der unabhängigen Ukraine.